# حسن‌لبه برگ‌درشت
حسن‌لبه برگ‌درشت (نام علمی: Styrax grandifolius)، گونه‌ای گیاه و بومی جنوب‌شرقی ایالات متحده که از ویرجینیا تا فلوریدا در جنوب و تگزاس و میزوری درغرب گسترش یافته است. به عنوان بوته‌ای برگریز یا درخت تا ارتفاع بیش از ۶ متر رشد می‌کند؛ و معمولاً در جنگل‌های مرتفع جنوب‌شرقی فلات کوهپایه یافت می‌شود. براساس پیشنهاد نام گیاه‌شناسی این گونه‌ها نسبت به گونه‌های هم‌محلی حسن‌لبه برگ‌های درشت‌تری دارند، برگ‌ها متناوب و تخم‌مرغی شکل با طول ۱۴ و عرض ۱۰ سانتیمتر بوده و پشت‌شان پر از کرک است. گل‌ها آنها گل‌آذین خوشه‌ای و حاوی ۲۰ گل است و تا اوایل تابستان دوام می‌آورند.